# Каулерпа

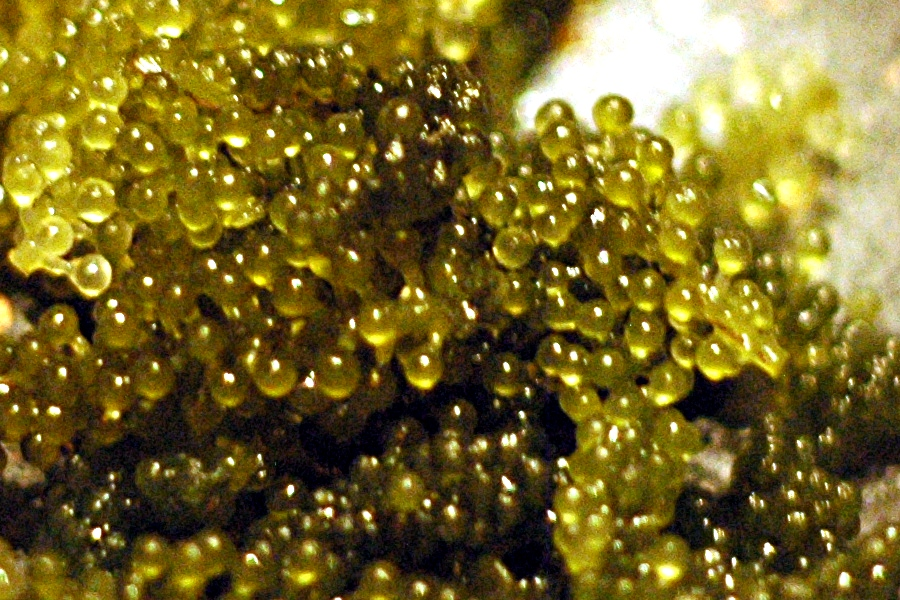
Caulerpa lentillifera

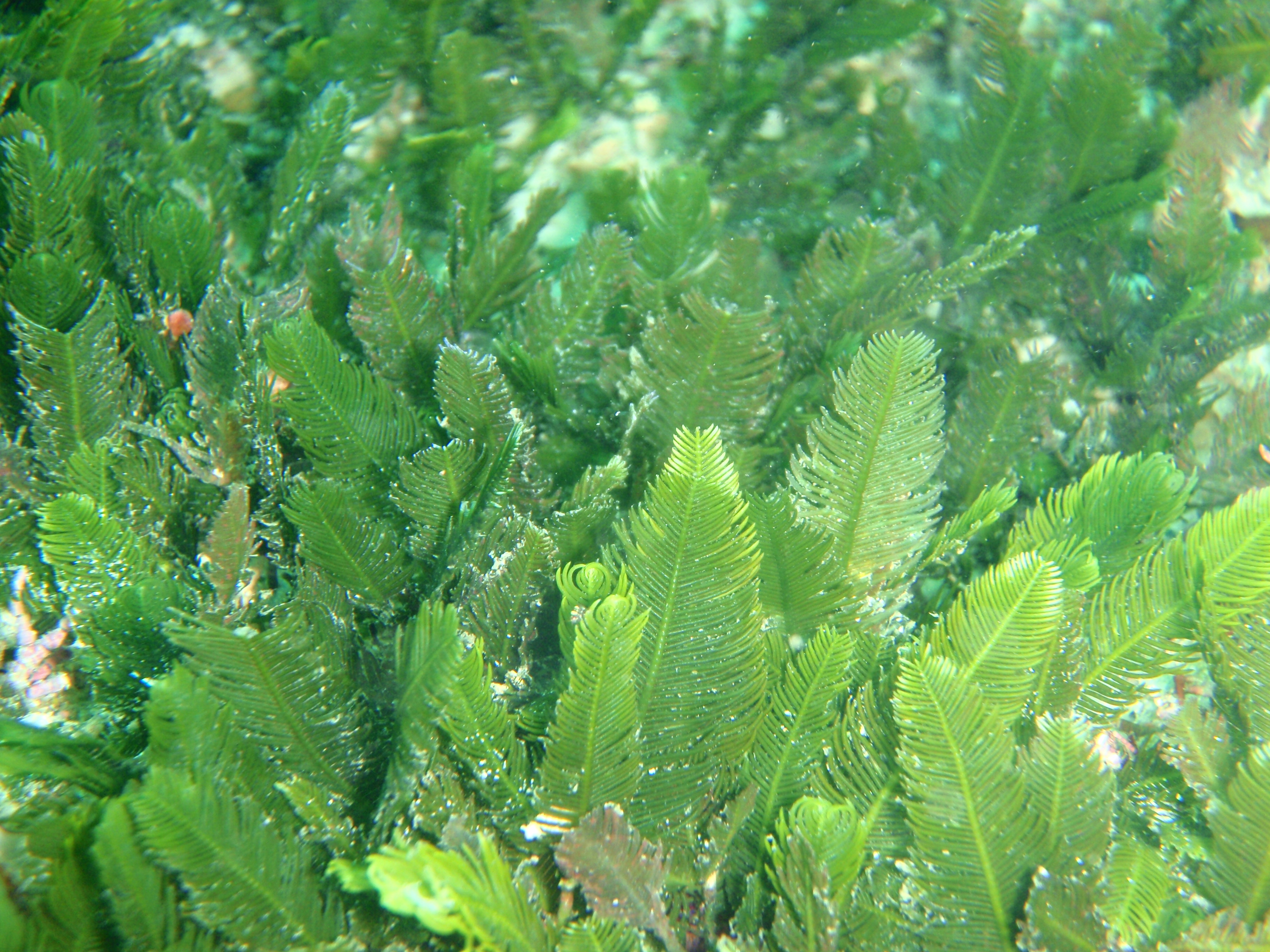
Caulerpa holmesiana

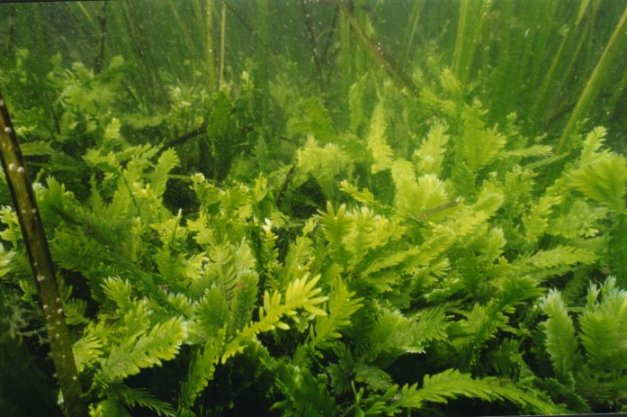
Caulerpa taxifolia

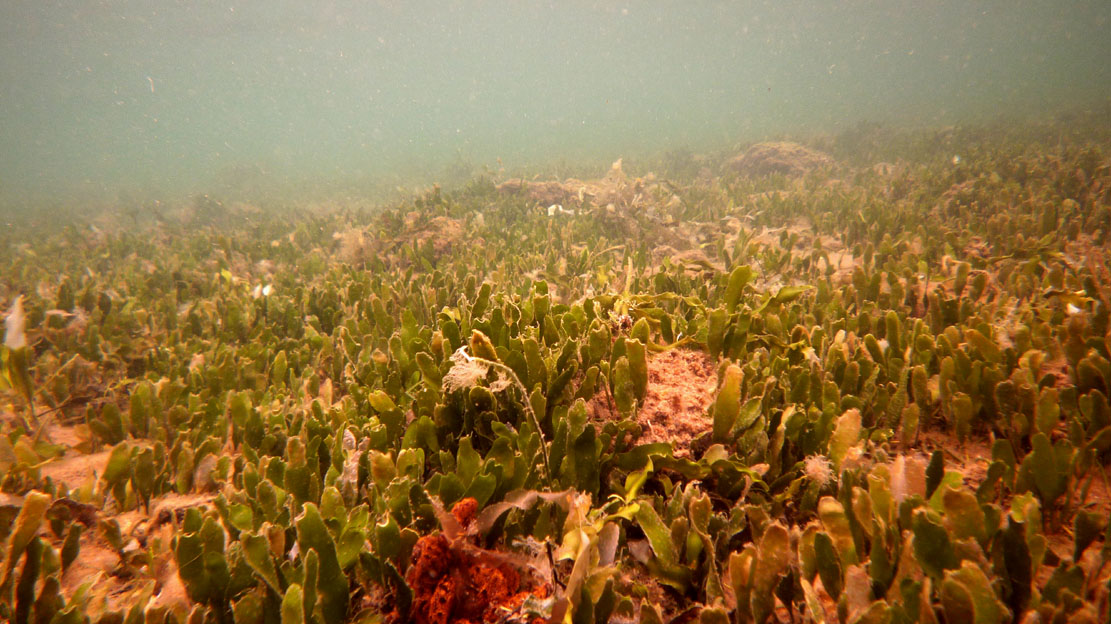
Caulerpa prolifera

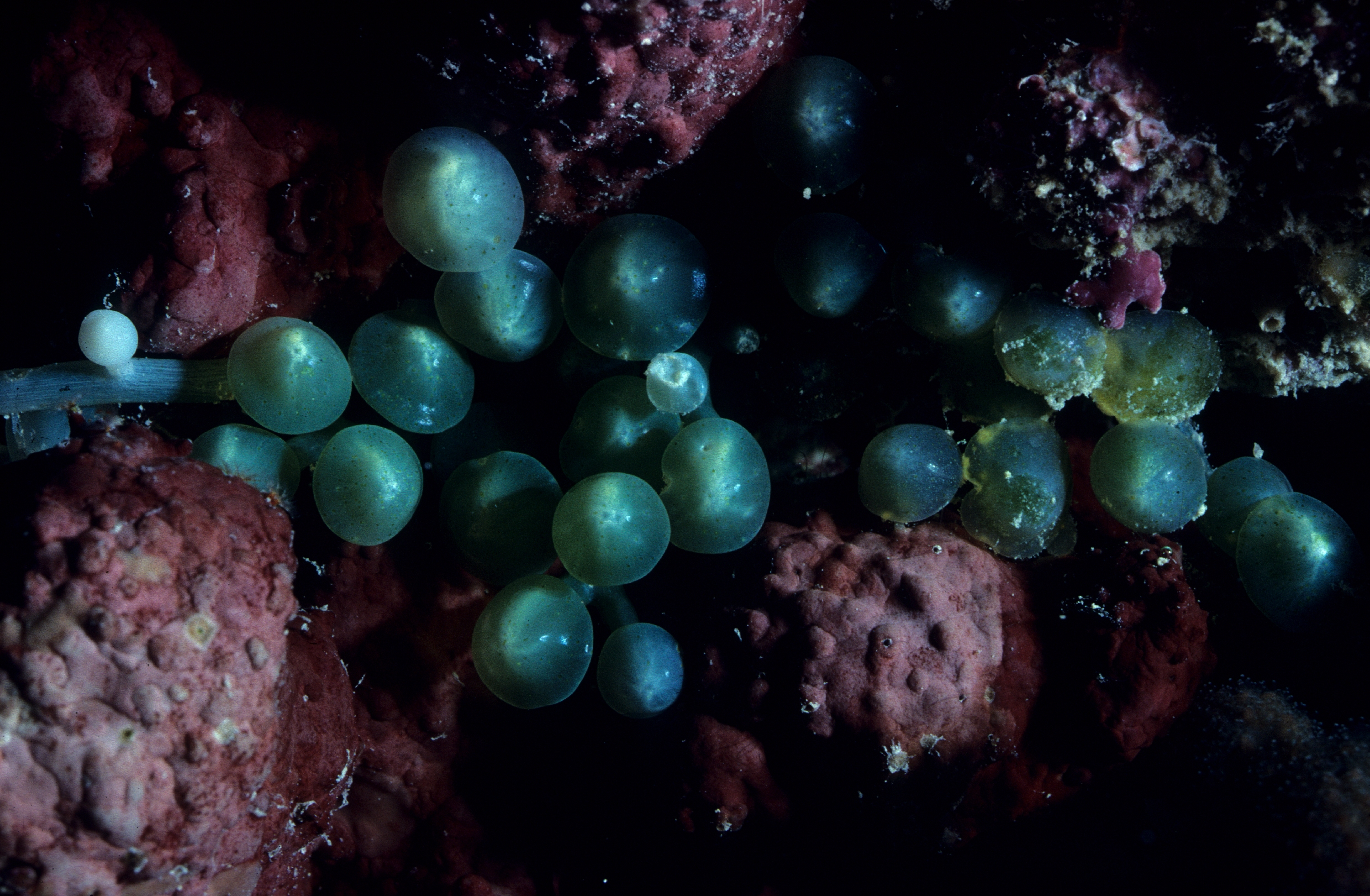
Caulerpa racemosa

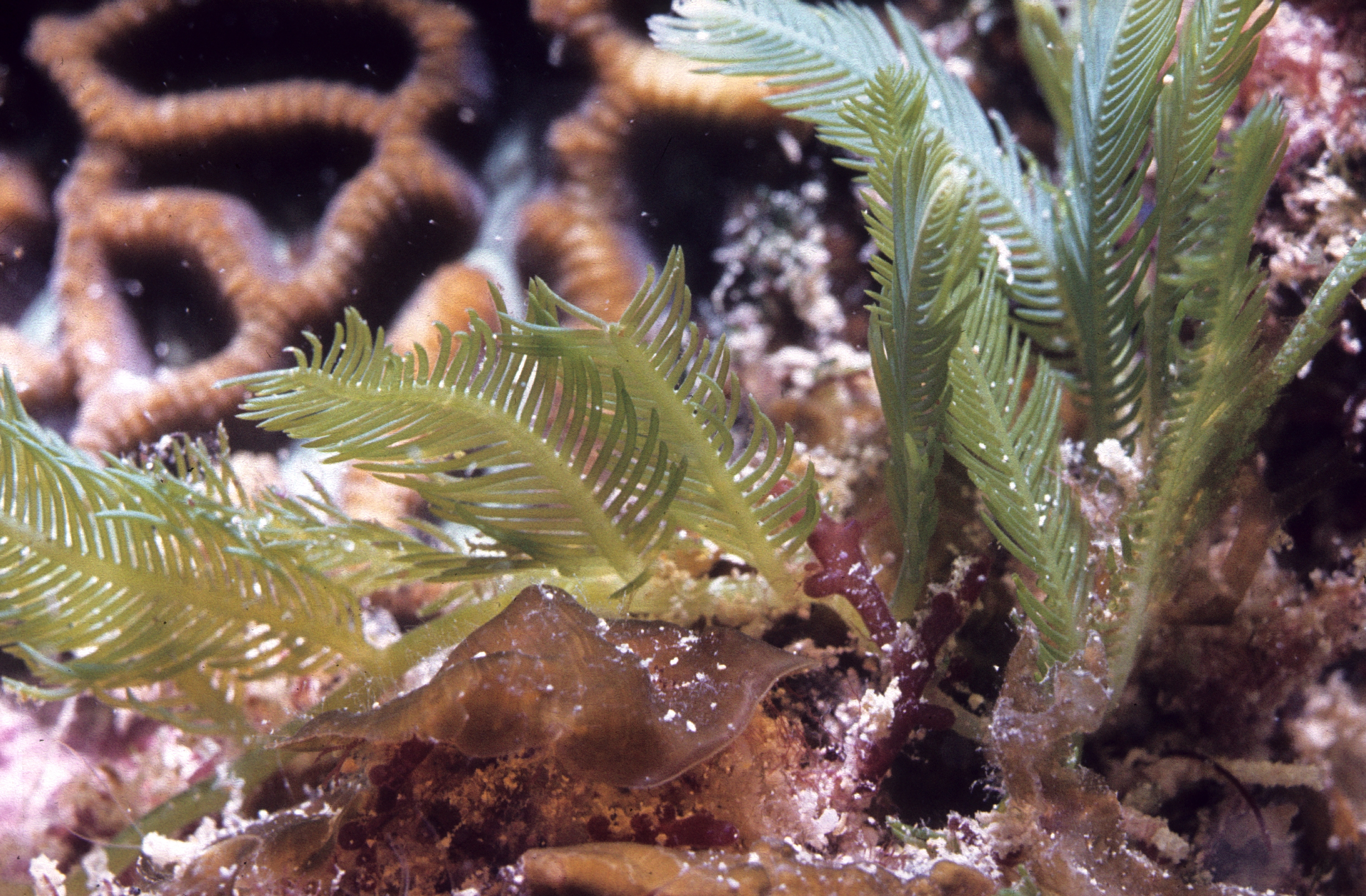
Caulerpa sertularioides

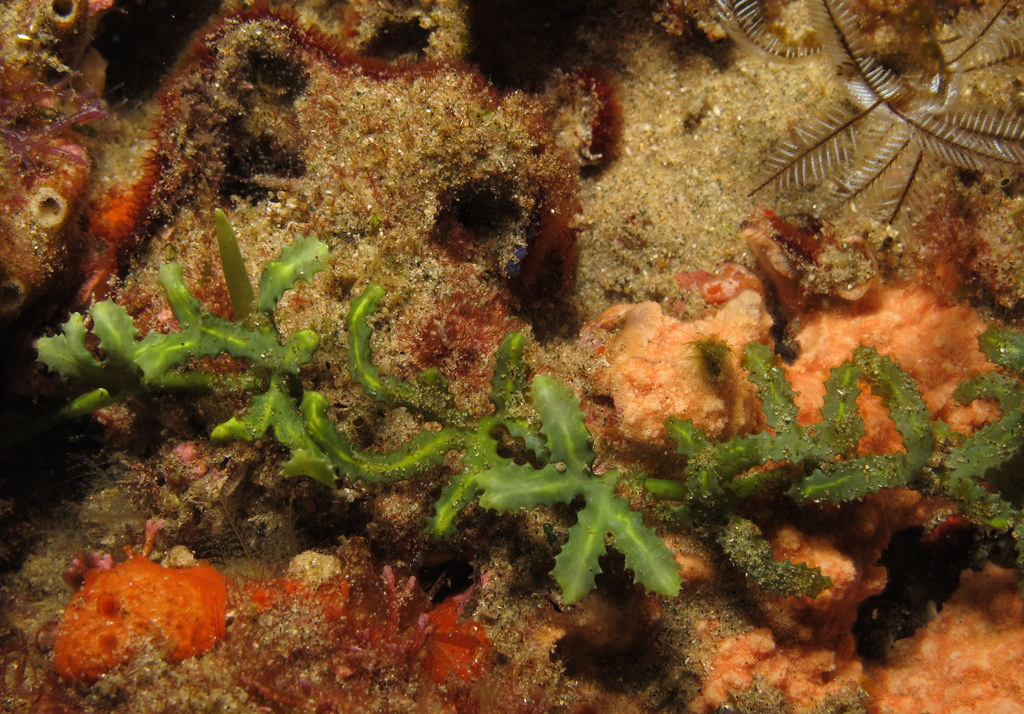
Caulerpa serrulata

Кауле́рпа (лат. Caulerpa) — род морских зелёных водорослей из порядка бриопсидовых (Bryopsidales), выделяемый в монотипное семейство каулерповых (Caulerpaceae). Как и другие бриопсидовые, лишены межклеточных перегородок (септ), так что всё слоевище, или таллом, которое зачастую обладает внушительными размерами и причудливой формой, представляет собой единственную клетку с многочисленными ядрами. Некоторые виды этого растения способны достигать длины 2,8 м, что позволяет считать их крупнейшим одноклеточным организмом в мире.
Количество видов каулерпы в различных источниках варьирует от около 75 до 96, большинство из них встречаются исключительно в тропических водах. Отдельные виды распространены в субтропиках. Несмотря на примитивное строение, каулерпа внешне напоминает сложное растение, в котором просматриваются обособленные органы: побеги, листья и корни. Водоросли можно условно разделить на две группы, каждая из которых характеризуется своими морфологическими особенностями и местами обитания. К первой группе принадлежат организмы с плоскими «листьями», которые, как правило, растут на дне морских водоёмов ниже литоральной зоны, где воздействие волн и течений минимально. Ко второй группе принадлежат водоросли с извилистыми побегами и «листьями» причудливой формы; эти виды приспособились к более бурной окружающей среде. Во всех случаях каулерпа цепляется за донный субстрат: рифы, камни, неровности песка. Каулерпа C. taxifolia расширила свой ареал с помощью человека и в настоящее время в ряде регионов мира считается инвазивным, нежелательным видом.
Каулерпа часто используется в аквариумистике. В Юго-Восточной Азии и Японии отдельные виды употребляются в пищу.

## Систематика
Каулерпа относится к семейству Каулерповые (Caulerpaceae), которое на данный момент рассматривается как монотипичное. В 2010 году сотрудник австралийского Университета имени Джеймса Кука Ян Прайс предложил выделить вид C. ambigua в отдельный род Caulerpella, однако по состоянию на 2015 год этот таксон во Всемирном реестре морских видов считается недействительным.
Название является производным двух древнегреческих слов: καυλός («стебель») и ἕρπω («ползать»). Таким образом, название водоросли можно перевести как «ползучий стебель».

## Описание
Как и другие сифоновые водоросли, организмы рода каулерпа представляют собой одиночную клетку, хотя и очень крупную, сложную по строению и со множеством ядер (ряд специалистов подчёркивают, что это скорее комплекс клеток, у которых отсутствует межклеточная перегородка — септа, и цитоплазма свободно перемещается из одного конца организма в другой). Большинство видов каулерпы внешне напоминают сосудистое растение, у которого чётко обозначены прообразы корневой системы, стебля и листьев.

### Ризомы и ризоиды
Функцию стебля выполняют так называемые ризомы, похожие на корневище или, скорее, столон высших растений. Это длинные отростки, расчленённые на сегменты, которые обычно либо погружены в песчаный или илистый грунт, либо стелются среди камней, рифов и окаменевших кораллов. Каждый отросток ризомы, внешне напоминающий трубку из стекловидной массы, в нижней части имеет многочисленные нитевидные ответвления — ризоиды, которые цепляются за неровности грунта и впитывают минеральные вещества из внешней среды. Эти органы играют роль корневой системы организма. Несмотря на огромное разнообразие видов каулерпы, ризомы у всех у них мало отличаются друг от друга.
Размножение чаще всего происходит вегетативным способом: за счёт отмирания одного из средних сегментов ризомы. После этого разделённые участки некогда единой клетки быстро восстанавливают утраченную оболочку и начинают самостоятельную жизнь.

### Ассимиляторы
Вертикальные побеги каулерпы, напоминающие листья сосудистых растений (например, вайя у папоротников), называют «ассимиляторами». В сравнении с ризоидами они появляются значительно реже, отрастая из верхней части ризомы. Эти органы не стелятся по дну, а устремляются ввысь, ближе к солнечному свету. Если водоросль перевернуть, то вновь возникающие отростки поменяют свою направленность: ризоиды всегда будут развиваться снизу ризомы, а ассимиляторы сверху. Лабораторный эксперимент с видом C. prolifera показал, что боковой свет не оказывает влияния на общее расположение органов (на самом деле, за ориентацию водоросли отвечают амилопласты, которые под действием силы тяжести скапливаются в нижней части клетки).
В вертикальных побегах сосредотачиваются хлоропласты, с помощью которых происходит фотосинтез — процесс образования органических веществ из углекислого газа и воды с помощью света. Их форма весьма разнообразна. Например, ассимиляторы видов C. sertularioides и C. holmesiana почти плоские, мягкие и похожи на птичьи перья. Побеги C. cupressoides напротив, представляют собой плотные жёсткие столбики наподобие побегов спаржи, от которых расходятся короткие веточки. Отростки C. racemosa напоминают гроздья винограда, а отростки C. lentillifera — пузырьки. Особенности строения ассимилятора зависят от внешний условий, например от энергии волны в биотопе, где обитает тот или иной вид (например, тихая лагуна и полоса прибоя способствуют развитию отличных друг от друга форм).

### Трабекулы
В отличие от других сифоновых водорослей, у каулерпы хорошо развита густая сеть так называемых трабекул — внутренних клеточных стенок—перекладин, образующих прямые и извилистые туннели от одного края организма до другого. Они многочисленны везде, за исключением ризоидов. Функция этой адаптации, напоминающей скелет позвоночных животных, остаётся не до конца ясной — специалисты, изучавшие эту особенность на примере вида C. mexicana, выдвинули две гипотезы. Согласно одной из них, трабекулы являются структурным элементом, способствующим упругости клетки и препятствующим её сплющиванию. По второй версии, увеличивая площадь стенок без увеличения общего размера организма, трабекулы выполняют функцию диффузионного канала между внешней средой и цитоплазмой.

### Цитология
В клетке каулерпы представлены пластиды двух типов: хлоропласты и амилопласты. Первые сосредоточены в ассимиляторах и ризомах, при этом практически отсутствуют в ризоидах. Нет их также на вершинах «стеблей» и «листьев», за счёт которых происходит основной рост организма. В противоположность хлоропластам, амилопласты концентрируются в ризоидах и на вершинах ассимиляторов. Центральную часть клетки занимает одна гигантская вакуоль. Движение протоплазмы осуществляется по двум направлениям: в большей степени в пределах вакуоли параллельно оси побега и в меньшей в цитоплазме за её пределами под углом 45°. Во втором случае в качестве движущей силы выступают микротрубочки.
Целлюлоза в клеточных оболочках отсутствует, её место в составе тонковолокнистых полисахаридов занимают полимер пентозы β-1,3-ксилан и β-1,3-глюкан каллоза. Половое размножение происходит по типу анизогамии: мужские и женские гаметангии заметно отличаются друг от друга размером и подвижностью. И те, и другие формируются в «листьях» одного и того же организма. Слияние гамет и формирование зиготы происходит в зеленоватой вязкой жидкости.

## Распространение
Водоросли рода Каулерпа широко распространены в прибрежных водах тропических и субтропических широт.
В середине 1980-х годов тропическая водоросль C. taxifolia была случайно интродуцирована в прохладном для неё Средиземном море, где до этого ни один вид каулерпы не встречался. Генетические исследования показали, что водоросль попала в акваторию напрямую либо опосредованно из публичного океанариума, предположительно из аквариума Океанографического музея Монако (начиная с середины 1970-х годов штамм этого вида культивировался в штутгартском зоологическо-ботаническом саду Вильгельма и незадолго до описываемых событий был передан в океанариум города Нанси на севере Франции и в музей Монако, находящийся как раз на побережье). В новых для себя условиях каулерпа стала агрессивно размножаться, захватывая всё новые и новые мелководные участки: если в 1984 году вдоль побережья Ривьеры было известен лишь небольшой участок размером не более 1 кв. м., то спустя 6 лет (1990) в этом же месте площадь посадок увеличилась до 3 га, а ещё спустя 6 лет (1996) до 3000 га. Помимо Ривьеры, очаги распространения возникли у побережий Восточных Пиреней, Тосканы, Балеарских островов, Сицилии и Хорватии. В 2000-е годы C. taxifolia была обнаружена и в других частях света за пределами своего природного ареала: у берегов южной Австралии (Сидней, Аделаида) и Калифорнии (Лос-Анджелес, Сан-Диего).

## Каулерпа и человек

### Аквариумистика
Несколько видов каулерпы, такие как C. prolifera, C. ashmeadii, C. sertularioides, C. mexicana и C. racemosa, нередко содержат в публичных и частных аквариумах с морской водой. При достаточном освещении и приемлемом химическом составе воды их достаточно легко содержать даже новичкам в аквариумистике. Специалисты предупреждают, что некоторые обитатели моря, такие как рыбы-ангелы и морские ежи, охотно поедают эту водоросль и замедляют её рост либо полностью уничтожают. С другой стороны, некоторые виды очень быстро растут и излишки приходится периодически удалять. В Калифорнии, где C. taxifolia считается инвазивным видом, импорт, продажа и владение 9 видов каулерпы запрещено ввиду опасности их распространения в акватории Тихого океана у берегов США. В Сан-Диего это запрет распространяется на все без исключения виды рода.

### Употребление в пищу
На Филиппинах, в Малайзии и Индонезии, а также на Окинаве (Япония) каулерпу C. lentillifera выращивают и в свежем виде добавляют в салаты. По свидетельству специалистов, она имеет острый и солоноватый вкус, обладает антибактериальными и противогрибковыми свойствами, способствует понижению кровяного давления и лечит ревматизм. В Японии её называют «морским виноградом» (яп. 海葡萄 уми-будо). Помимо C. lentillifera, популярностью в кулинарии также пользуется каулерпа C. racemosa.
В отдельных случаях употребление в пищу каулерпы может вызвать отравление, симптомы которого аналогичны таковым при заболевании сигуатера: онемение языка, головокружение, ощущение холода в конечностях, затруднённое дыхание и потеря ориентации в пространстве. Ранее предполагали, что его вызывают содержащиеся в водоросли алкалоиды каулерпин (caulerpin) и каулерпицин (caulerpicin), однако лабораторные тесты на мышах показали отрицательный результат. Учёные предполагают, что за интоксикацию может нести ответственность другой организм, попадающий на побеги каулерпы, — динофлагеллят Gambierdiscus toxicus. Именно он является непосредственной причиной сигуатеры.

## Виды
Нижеследующий список видов указан в соответствии со списком подтверждённых таксонов во Всемирном реестре морских видов (версия от 5 августа 2015). Он может отличаться в той или иной системе классификации.
- Caulerpa agardhii Weber-van Bosse, 1898
- Caulerpa alternans Womersley, 1956
- Caulerpa ambigua Okamura, 1897
- Caulerpa andamanensis (W.R.Taylor) Draisma, Prudhomme & Sauvage, 2014
- Caulerpa antoensis Yamada, 1940
- Caulerpa articulata Harvey, 1855
- Caulerpa ashmeadii Harvey, 1858
- Caulerpa bartoniae G.Murray, 1896
- Caulerpa bikinensis W.R.Taylor, 1950
- Caulerpa biserrulata Sonder, 1871
- Caulerpa brachypus Harvey, 1860
- Caulerpa brownii (C.Agardh) Endlicher, 1843
- Caulerpa buginensis E.Verheij & Prud’homme van Reine, 1993
- Caulerpa cactoides (Turner) C.Agardh, 1817
- Caulerpa carruthersii G.Murray, 1893†
- Caulerpa chemnitzia (Esper) J.V.Lamououx, 1809
- Caulerpa cliftonii Harvey, 1863
- Caulerpa constricta I.R.Price, J.M.Huisman & M.A.Borowitzka, 1998
- Caulerpa corynephora Montagne, 1842
- Caulerpa cupressoides (Vahl) C.Agardh, 1817
- Caulerpa cylindracea Sonder, 1845
- Caulerpa denticulata Decaisne, 1841
- Caulerpa dichotoma Svedelius, 1906
- Caulerpa diligulata Kraft & A.J.K.Millar, 2000
- Caulerpa ellistoniae Womersley, 1955
- Caulerpa elongata Weber-van Bosse, 1898
- Caulerpa falcifolia Harvey & Bailey, 1851
- Caulerpa faridii Nizamuddin, 1964
- Caulerpa fastigiata Montagne, 1837
- Caulerpa fergusonii G.Murray, 1891
- Caulerpa filicoides Yamada, 1936
- Caulerpa filiformis (Suhr) Hering, 1841
- Caulerpa flexilis J.V.Lamouroux ex C.Agardh, 1823
- Caulerpa floridana W.R.Taylor, 1960
- Caulerpa geminata Harvey, 1855
- Caulerpa harveyi F.Müller ex Harvey, 1859
- Caulerpa hedleyi Weber-van Bosse, 1910
- Caulerpa heterophylla I.R.Price, J.M.Huisman & M.A.Borowitzka, 1998
- Caulerpa hodkinsoniae J.Agardh, 1887
- Caulerpa holmesiana G.Murray, 1891
- Caulerpa integerrima (Zanardini) M.J.Wynne, Verbruggen & D.L.Angel, 2009
- Caulerpa juniperoides J.Agardh, 1873
- Caulerpa kempfii A.B.Joly & S.M.B.Pereira, 1975
- Caulerpa lagara Carruthers, Walker & Huisman, 1993
- Caulerpa lamourouxii (Turner) C.Agardh, 1817
- Caulerpa lanuginosa J.Agardh, 1873
- Caulerpa lentillifera J.Agardh, 1837
- Caulerpa lessonii Bory de Saint-Vincent, 1828
- Caulerpa longifolia C.Agardh, 1823
- Caulerpa macra (Weber-van Bosse) Draisma & Prud’homme, 2014
- Caulerpa macrodisca Decaisne, 1842
- Caulerpa manorensis Nizamuddin, 1964
- Caulerpa matsueana Yamada, 1940
- Caulerpa megadisca G.S.Belton & C.F.D.Gurgel, 2014
- Caulerpa mexicana Sonder ex Kützing, 1849
- Caulerpa microphysa (Weber-van Bosse) Feldmann, 1955
- Caulerpa murrayi Weber-van Bosse, 1898
- Caulerpa nummularia Harvey ex J.Agardh, 1873
- Caulerpa obscura Sonder, 1845
- Caulerpa okamurae Weber-van Bosse, 1897
- Caulerpa oligophylla Montagne, 1842
- Caulerpa ollivieri Dostál, 1929
- Caulerpa opposita Coppejans & Meinesz, 1988
- Caulerpa papillosa J.Agardh, 1873
- Caulerpa parvula Svedelius, 1906
- Caulerpa paspaloides (Bory de Saint-Vincent) Greville, 1830
- Caulerpa pinnata C.Agardh, 1817
- Caulerpa plumulifera Zanardini, 1878
- Caulerpa prolifera (Forsskål) J.V.Lamouroux, 1809
- Caulerpa pusilla (Kützing) J.Agardh, 1873
- Caulerpa qureshii Nizamuddin, 1964
- Caulerpa racemosa (Forsskål) J.Agardh, 1873
- Caulerpa remotifolia Sonder, 1853
- Caulerpa reniformis G.R.South & Skelton, 2003
- Caulerpa reyesii MeÃ±ez & Calumpong, 1982
- Caulerpa scalpelliformis (R.Brown ex Turner) C.Agardh, 1817
- Caulerpa sedoides C.Agardh, 1817
- Caulerpa selago (Turner) C.Agardh, 1817
- Caulerpa serrulata (Forsskål) J.Agardh, 1837
- Caulerpa sertularioides (S.G.Gmelin) M.A.Howe, 1905
- Caulerpa seuratii Weber-van Bosse, 1910
- Caulerpa simpliciuscula (R.Brown ex Turner) C.Agardh, 1823
- Caulerpa spathulata Womersley & A.Bailey, 1970
- Caulerpa subserrata Okamura, 1897
- Caulerpa taxifolia (M.Vahl) C.Agardh, 1817
- Caulerpa tongaensis Papenfuss, 1943
- Caulerpa trifaria Harvey, 1863
- Caulerpa urvilleana Montagne, 1845
- Caulerpa vanbossea Setchell & N.L.Gardner, 1924
- Caulerpa veravalensis Thivy & V.D.Chauhan, 1963
- Caulerpa verticillata J.Agardh, 1847
- Caulerpa vesiculifera (Harvey) Harvey, 1863
- Caulerpa vieillardii Kützing, 1863
- Caulerpa vitifolia (Bonpland) J.V.Lamouroux
- Caulerpa webbiana Montagne, 1837
- Caulerpa zeyheri Kützing, 1857